# دنيس بليك
دنيس بليك (بالإنجليزية: Dennis Blake) هو منافس ألعاب قوى جامايكي، ولد في 6 سبتمبر 1970 في أبرشية سانت إليزابيث ‏ في جامايكا.

## وصلات خارجية
- دنيس بليك على موقع الاتحاد الدولي لألعاب القوى (الإنجليزية)
- دنيس بليك على موقع أوليمبيديا (الإنجليزية)
- دنيس بليك على موقع اتحاد ألعاب الكومنولث (مؤرشف) (الإنجليزية)